# Smrtnost
Smŕtnost ali letálnost je število umrlih za določeno boleznijo, navadno preračunano na 100 bolnikov. Velikokrat se pomen napačno enači z umrljivostjo (mortalnost). 
Smrtnost navadno navajajo v odstotkih ali odtisočkih, redkeje z decimalnim zapisom (kjer vrednost 0 pomeni, da ni za boleznijo umrl noben bolnik, vrednost 1 pa, da so umrli vsi bolniki). 
{\displaystyle \mathbf {Smrtnost} ={\frac {\mathrm {umrli\ za\ boleznijo} }{\mathrm {vsi\ bolniki} }}}